# Labropsis manabei
Labropsis manabei là một loài cá biển thuộc chi Labropsis trong họ Cá bàng chài. Loài này được mô tả lần đầu tiên vào năm 1931.

## Từ nguyên
Từ định danh của loài được đặt theo họ của ông Manabe (không rõ tên riêng), người mà Schmidt cảm thấy biết ơn vì công việc thu thập các mẫu vật trên đảo Amami Oshima.

## Phạm vi phân bố và môi trường sống
L. manabei có phạm vi phân bố ở Tây Thái Bình Dương. Loài này được ghi nhận từ vùng biển phía nam Nhật Bản (bao gồm quần đảo Ryukyu và quần đảo Ogasawara) và đảo Đài Loan trải dài về phía nam đến quần đảo Trường Sa và vùng biển của các quốc gia thuộc Đông Nam Á hải đảo, và xa nhất về phía nam là đến rạn san hô Scott (Úc).
L. manabei sống gần các rạn san hô ven bờ và vùng biển ngoài khơi ở độ sâu khoảng từ 5 đến 30 m.

## Mô tả
L. manabei có chiều dài cơ thể tối đa được ghi nhận là gần 12 cm. Cá đực trưởng thành có một khoảng màu cam bao quanh gốc vây ngực (cá cái không có đặc điểm này). Đầu có màu nâu tím; môi, cằm và vùng họng có màu xanh lam nhạt. Vây lưng và vây hậu môn có viền màu xanh lam óng ở rìa (cả hai giới). Một đốm đen thường xuất hiện phía trước của vây lưng (cá cái không có đặc điểm này). Vây ngực một đốm đen ở gốc. Cá con và cá cái đang phát triển có ba dải sọc màu đen xen kẽ với các dải màu xanh lam nhạt. Cá con có ngoại hình giống với Diproctacanthus nhưng có vây lưng dài hơn.
Số gai ở vây lưng: 9; Số tia vây ở vây lưng: 11; Số gai ở vây hậu môn: 3; Số tia vây ở vây hậu môn: 10; Số tia vây ở vây ngực: 14.

## Hành vi và tập tính
Thức ăn của L. manabei là các polyp san hô. Cá con có thể đóng vai trò là cá dọn vệ sinh: ăn ký sinh bám trên cơ thể cá lớn.

### Trích dẫn
- J. E. Randall (1981). "Revision of the labrid fish genus Labropsis with description of five new species" (PDF). Micronesica. Quyển 17 số 1–2. tr. 125–155.